# مقاطعة ميرسيد (كاليفورنيا)
مقاطعة ميرسيد (بالإنجليزية: Merced County)‏ هي إحدى مقاطعات ولاية كاليفورنيا في الولايات المتحدة الأمريكية.

## أعلام
- دواين ميرفي
- كاميرون وريل